# Kerncentrale Grohnde
Kerncentrale Grohnde (KGW) is een Duitse kerncentrale.
De centrale ligt ten noorden van Grohnde aan de Weser nabij Emmerthal in de Landkreis Hamelen-Pyrmont in Nedersaksen. Het werd in 1985 in gebruik genomen en bestaat uit een drukwaterreactor. In 1985, 1986, 1987, 1989, 1990 en 1998 wekte de centrale de meeste elektriciteit op van alle kerncentrales ter wereld. Gemiddeld genereerde de centrale ongeveer 11 miljard kWh op jaarbasis, in 1997 was een piekjaar met een productie van 11,9 TWh. Op 31 december 2021 is de productie gestaakt.
| Reactorblok   | Reactortype | Vermogen | Begin bouw | Inbedrijfname | Stillegging  |
| ------------- | ----------- | -------- | ---------- | ------------- | ------------ |
| Grohnde (KWG) | PWR         | 1360 MW  | 1976       | 1984          | 31 dec. 2021 |